# Suthora
Suthora – rodzaj ptaków z rodziny ogoniatek (Paradoxornithidae).

## Zasięg występowania
Rodzaj obejmuje gatunki występujące w Azji.

## Morfologia
Długość ciała 11–15 cm; masa ciała 5–13 g.

## Systematyka
Rodzaj zdefiniował w 1837 roku angielski etnolog i przyrodnik Brian Houghton Hodgson w artykule poświęconym nowym taksonom z Parianae, opublikowanym w czasopiśmie „India Review”. Gatunkiem typowym jest (oryginalne oznaczenie) ogoniatka czarnogardła (S. nipalensis).

### Etymologia
- Suthora: nepalska nazwa Suthora dla ogoniatki czarnogardłej[7].
- Chleuasicus: gr. χλευασια khleuasia ‘drwiny, kpiny’, od χλευαζω khleuazō ‘żartować, drwić, szydzić’[8]. Gatunek typowy (oznaczenie monotypowe): Chleuasicus ruficeps Blyth, 1845 (= Chleuasicus atrosuperciliaris Godwin-Austen, 1877).
- Neosuthora: gr. νεος neos „nowy”; rodzaj Suthora Hodgson, 1831[9]. Gatunek typowy (oryginalne oznaczenie): Suthora davidiana H.H. Slater, 1897.
- Sinosuthora: ang. Sino- ‘chiński’, od późnołac. Sinae ‘chiński’, od gr. Σιναι Sinai ‘chiński, Chińczyk’; rodzaj Suthora Hodgson, 1837[10]. Gatunek typowy (oryginalne oznaczenie): Suthora conspicillata David, 1871.

### Podział systematyczny
Takson wyodrębniony ostatnio z Paradoxornis. Do rodzaju należą następujące gatunki:
- Suthora davidiana H.H. Slater, 1897 – ogoniatka mała
- Suthora fulvifrons (Hodgson, 1845) – ogoniatka bambusowa
- Suthora nipalensis (Hodgson, 1837) – ogoniatka czarnogardła
- Suthora verreauxi Sharpe, 1883 – ogoniatka złotawa
- Suthora atrosuperciliaris (Godwin-Austen, 1877) – ogoniatka białogardła
- Suthora przewalskii Berezovski & Bianchi, 1891 – ogoniatka rdzawogardła
- Suthora conspicillata David, 187 – ogoniatka okularowa
- Suthora zappeyi Thayer & Bangs, 1912 – ogoniatka szarogłowa
- Suthora brunnea Anderson, 1871 – ogoniatka brązowoskrzydła
- Suthora ricketti (Rothschild, 1922) – ogoniatka kasztanowata
- Suthora webbiana Gould, 1852 – ogoniatka czubata
- Suthora alphonsiana J. Verreaux, 1871 – ogoniatka rdzawogłowa